# المدرسة الباكستانية الدولية (بريدة)
المدرسة الباكستانية الدولية بريدة (PISB) هي واحدة من أكبر المدارس المجتمعية في السعودية. تقع في مدينة بريدة في القصيم، المملكة العربية السعودية. إنها مدرسة دولية تابعة للمجلس الفيدرالي للتعليم المتوسط والثانوي في إسلام أباد ومجلس كامبريدج التعليمي بالمملكة المتحدة.

## نظرة عامة
تأسست المدرسة الباكستانية الدولية في بريدة في عام 1999 من قبل المُجتمع الباكستاني في منطقة القصيم. المدرسة مُشتركة رغم أنها مقسمة حسب الجنس ولكل قسم رئيسها. ويشرف عليها رئيسها، الذي يشرف عليه لجنة الإدارة المنتخبة ورئيسها. التعليم باللغة الإنجليزية ويتكلم عن التطلعات الوطنية والأيديولوجية الإسلامية. وأستقبلهم أمير القصيم الأمير الدكتور فيصل بن مشعل بن سعود بن عبد العزيز آل سعود في 5 أبريل عام 2016، وشكرهم على جهودهم الكبيرة الذين يقومون به من أعمال جليلة في تلك البرامج والأنشطة المدرسية.

## المرافق
- غرف الصف
- مقصف
- مكتبة

## أرقامها وتصنيفها
المدرسة معروفة بتصنيفها الهائل في FBISE. المدرسة لديها سجل أداء جيد من A + في امتحانات شهادة الثانوية العامة. في عام 2013، تخطت فتاة علامة 1000 وحصلت على 1002/1050 علامة في SSC. تحظى المدرسة بشعبية أيضًا في نتائجها في اختبارات كامبريدج بالمملكة المتحدة. لقد حصل الطلاب على نتيجة رائعة من هذه المؤسسة. تحتل المدرسة حاليًا أعلى الدرجات في FBISE في جميع أنحاء العالم. ويُذكر أن هُناك مدرسة باكستانية دولية في الرياض تحديدًا حي الناصرية.

## روابط خارجية
- الموقع: الموقع الرسمي
- الفيسبوك: https://m.facebook.com/pisbsa/
- FBISE: المجلس الفيدرالي للتعليم المتوسط والثانوي، إسلام آباد، باكستان